# Crocidura orii
Crocidura orii är en däggdjursart som beskrevs av Kuroda 1924. Crocidura orii ingår i släktet Crocidura och familjen näbbmöss. IUCN kategoriserar arten globalt som starkt hotad. Inga underarter finns listade i Catalogue of Life.
Denna näbbmus förekommer på Ryukyuöarna i Japan. Den lever i låglandet och i kulliga områden upp till 300 meter över havet. Arten vistas i ursprungliga eller delvis återskapade skogar. Av dessa finns bara 30 procent kvar. Dessutom jagas arten av den introducerade javanesiska mungon.